# Gouritsmond
Gouritsmond (Gouritzmond ou Gouritz) est un village balnéaire d'Afrique du Sud situé dans la province du Cap-Occidental.

## Localisation
Gouritsmond est situé sur la rive ouest à l'embouchure de la rivière Gourits, au bord de l'océan indien, à 43 km à l'ouest de Mossel Bay ainsi qu'à 37 km au sud-est d'Albertinia via la route nationale 2 et la route R325 (qui devient voortrekker road en entrant dans le village).

## Démographie
Selon le recensement de 2011, Gouritsmond compte 515 habitants (54,37 % de coloureds, 39,42 % de blancs et 5,24 % de noirs).
L'afrikaans est la principale langue maternelle de la population locale (92,79 %) devant l'anglais sud-africain (3,31 %).

## Historique
Les fermiers ont commencé à s'installer dans la région de Gouritz dès 1730 à la recherche de pâturages plus verts pour leurs troupeaux.
En 1900, la plupart des terres entourant l'embouchure de la rivière Gouritz appartenaient à des propriétaires privés, à l'exception d'un petit bout de terrain sur le côté ouest de la rivière. Connu à l'origine sous le nom de «The Fisheries», en raison du grand nombre de poissons pêchés dans l'estuaire, ce terrain a donné naissance à un village connu, entre 1915 et 1966, sous plusieurs appellations successives, de Gouritzriviermond à finalement Gouritsmond. Le seul accès au village a été pendant longtemps une route en gravier (la R325), finalement bitumé en 1983.

## Économie locale
Le village vit de la pêche et du tourisme vert et balnéaire.